# Rundu

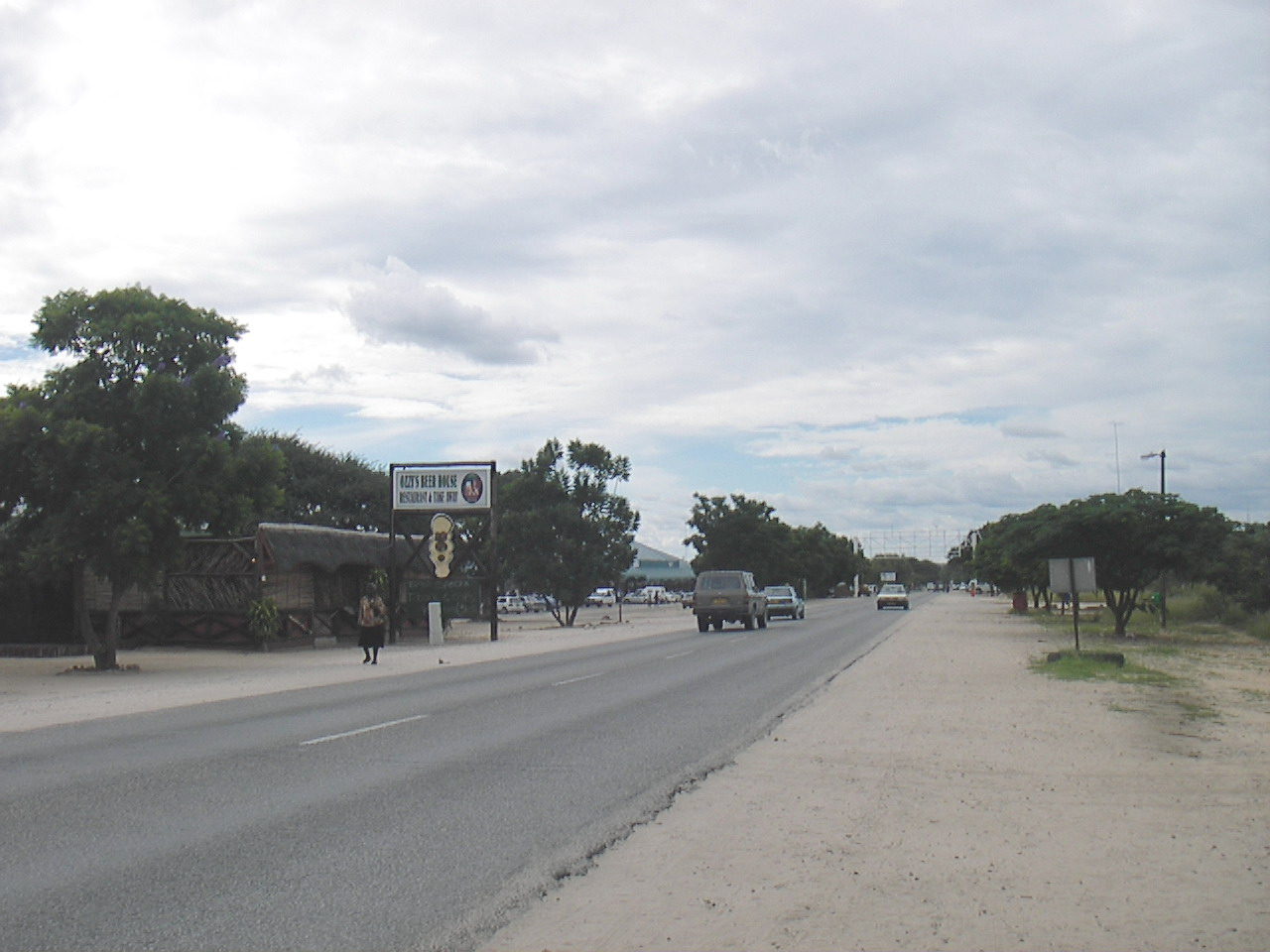
Ozzy's Beerhouse vid Eugen Kakukuru-gatan, Rundus huvudgata som leder till riksväg B8.

Rundu är en stad vid Okavangofloden i regionen Kavango i Namibia. Staden grundades 1936 av den sydafrikanska regeringen. I enlighet med tidens apartheid-poliktik anlades på 70-talet kvarter för den vita respektive svarta befolkningen. Folkmängden uppgick till 61 900 invånare vid folkräkningen 2011, på en yta av 164,1 km². Detta gjorde Rundu till landets näst folkrikaste stad vid tillfället. Staden ligger strategiskt eftersom all vägtrafik till hamnen i Walvis Bay från Angola, Botswana, Zambia och Zimbabwe måste passera den. Rundu har även en internationell flygplats.